# Poprvé
Poprvé (v anglickém originále The First Time) je pátá epizoda třetí série amerického hudebního seriálu Glee a v celkovém pořadí čtyřicátá devátá epizoda tohoto seriálu. Scenáristou epizody je Roberto Aguirre-Sacasa a režisérem a výkonným producentem je Bradley Buecker. Epizoda se poprvé objevila na obrazovkách ve Spojených státech dne 8. listopadu 2011 na televizním kanálu Fox. V této epizodě vidíme přípravy na nadcházející školní uvedení muzikálu West Side Story a i následnou premiéru muzikálu a mnoho událostí, které vedou k rozhodnutí dvou studentských párů—Rachel (Lea Michele) a Finna (Cory Monteith) a Kurta (Chris Colfer) a Blaina (Darren Criss)—mít první sex.
Zatímco rozšířená kopie této epizody byla poslána několika recenzentům a byla jimi vysoce chválená, recenzenti po odvysílání epizody nebyli tak obecně nadšení. Zejména vykreslení a ukončení některých postav vyvolalo kritiku. Nicméně hudební vystoupení s písní "America" bylo široce chváleno a zvláště to, že Santana (Naya Rivera) ztvárnila roli Anity. Zatímco rozšířená publicita o událostech "poprvé" přinesla některé odsuzování ještě před vysíláním epizody, mnoho kritiků bylo nadšeno z faktu, že homosexuálnímu páru byl dán takový děj.
Všech šest písní bylo vydáno v pěti singlech a jsou dostupné ke stažení. Píseň "Uptown Girl", kterou zpívali vracející se Warblers (Slavíci) z Daltonovy akademie, se umístila v žebříčku Billboard Hot 100 a také v Canadian Hot 100. Zbývající skladby, všechny z West Side Story, se neumístily. V původním vysílání epizodu sledovalo celkem 6,91 milionů amerických diváků, čímž se epizoda stala nejméně sledovanou z celé série. Získala také 3,1/10 Nielsenova ratingu/podílu ve věkové skupině od osmnácti do čtyřiceti devíti let. Celková sledovanost epizody klesla v porovnání s předchozí epizodou s názvem Hrnec zlata, ačkoliv ratingy byly nepatrně vyšší.

## Děj epizody
Artie Abrams (Kevin McHale) se ujal režírování školního muzikálu, West Side Story, a řekne dvěma představitelům hlavních rolí—Rachel (Lea Michele), která hraje Mariu a Blainovi (Darren Criss), jenž hraje Tonyho—že do jejich ztvárnění duetu "Tonight" nevkládají dostatečné emoce. Zeptá se jich, jak mohou věrohodně ztvárnit své role, když ani jeden z nich neměl pohlavní styk. Později, jedna z dalších režisérek muzikálu, trenérka Beiste (Dot-Marie Jones) se Artiemu přizná, že ji přitahuje fotbalový náborář Cooter Menkins (Eric Bruskotter), který je na McKinleyově střední, aby vyhledal potenciální hráče pro Ohio State, i když si je jistá, že by na ni Cooter ani nikdy nepomyslel. Artie má na to jiný názor a na jeho radu nakonec pozve Cooter trenérku na schůzku.
Blaine a Kurt (Chris Colfer) diskutují o jejich rozhodnutí o odložení sexu. Blaine vyráží na Daltonovu akademii, svou bývalou školu, aby pozval Slavíky na představení West Side Story, kde hraje hlavní roli. Přichází zrovna ve chvíli, kdy Slavíci vystupují se svým ztvárněním písně "Uptown Girl". Poté se nový člen sboru, Sebastian Smythe (Grant Gustin) snaží povídat a flirtovat s Blainem, což je proloženo střihy se Santanou (Naya Rivera) a Rachel, které zpívají "A Boy Like That" z muzikálu. Později se potkávají v kavárně a Kurt přichází zrovna ve chvíli, kdy Blaine Sebastianovi sděluje, že má již přítele. Sebastian je přesvědčí, aby s ním šli do místního gay baru a dodává jim falešné občanské průkazy. Zatímco spolu Blaine a Sebastian v klubu tancují, Kurt je překvapen, protože zde potká Dava Karofskeho (Max Adler), který přestoupil na jinou školu. Když Kurt a Blaine odcházejí, je Blaine opilý a vzrušený a naléhavě žádá Kurta, aby s ním měl sex na zadní sedačce auta. Kurt to odmítá a Blaine rozzlobeně odchází domů.
Rachel dovolí Finnovi (Cory Monteith) vědět, že by s ním chtěla mít sex, ale on se zalekne, když mu Rachel přizná, že je to kvůli tomu, aby věrohodněji ztvárnila roli Marii. Později se zeptá na radu ostatních dívek, které budou v muzikálu také vystupovat. Zatímco Santana a Quinn (Dianna Agron) ji radí, aby se s Finnem nevyspala, tak Tina (Jenna Ushkowitz) prozrazuje, že ona a Mike (Harry Shum mladší) měli svůj první sex minulé léto a řekne, jak úžasné to bylo s člověkem, kterého milovala—její slova jsou proložena písní "I Have a Love", kterou Rachel a Santana zpívají na zkoušce muzikálu. Mika Changa jeho otec (Keong Sim) konfrontuje ohledně jeho účasti v muzikálu a Mike mu řekne, že se chce stát profesionálním tanečníkem a ne lékařem. Jeho otec ho sice zpočátku zavrhne, ale později se objeví na premiéře, je dojat z výkonu svého syna a omlouvá se mu a slibuje mu, že ho bude podporovat v jeho snu.
Cooter najme Shana (LaMarcus Tinker) pro Ohio State, ale ne Finna, který je sklíčený ohledně své budoucnosti. rachel ho uklidňuje a slibuje mu, že mu pomůže najít jeho novou budoucnost. Ve škole se Blaine omlouvá Kurtovi za to, že se opil a řekne, že mu na Sebastianovi vůbec nezáleží. Kurt navrhuje, že by na noc měli jít k Blainovi domů.
Na premiéře je Artie napadán vlastními pochybnostmi, ale herci mu poděkují za jeho vedeění a on jim poděkuje za to, že mu věřili. Zpívají píseň "America", která si vyslouží potlesk vestoje. Blaine a Rachel, kteří čekají na svůj výstup a stále ani jeden z nich nemá žádnou sexuální zkušenost, se bojí, že ve svém výstupu nesdělí potřebné emoce, ale Rachel připomíná Blainovi, že oba našli své spřízněné duše ve Finnoci a Kurtovi, stejně jako Tony a Maria v tom druhém. Jejich vystoupení na jevišti s duetem "One Hand, One Heart" je proloženo záběry obsahující jejich následné první sexuální zážitků s jejich pravými spřízněnými dušemi.

## Seznam písní
- "Tonight"
- "Uptown Girl"
- "A Boy Like That"
- "I Have a Love"
- "America"
- "One Hand, One Heart"

## Hrají
| Dianna Agron      | Quinn Fabray          |
| Chris Colfer      | Kurt Hummel           |
| Darren Criss      | Blaine Anderson       |
| Jane Lynch        | Sue Sylvester         |
| Jayma Mays        | Emma Pillsburry       |
| Kevin McHale      | Artie Abrams          |
| Lea Michele       | Rachel Berry          |
| Cory Monteith     | Finn Hudson           |
| Heather Morris    | Brittany Pierce       |
| Matthew Morrison  | William Schuester     |
| Amber Riley       | Mercedes Jones        |
| Naya Rivera       | Santana Lopez         |
| Mark Salling      | Noah „Puck“ Puckerman |
| Harry Shum mladší | Mike Chang            |
| Jenna Ushkowitz   | Tina Cohen-Chang      |

## Natáčení
Epizoda se začala natáčet dne 23. září 2011 a filmování skončilo dne 14. října 2011. Posledních devět dní bylo natáčeno paralelně s šestou epizodou, která se začala natáčet 6. října 2011 a také krátce se sedmou epizodou, jejíž natáčení začalo dne 13. října 2011.
Grant Gustin se poprvé objevuje v této epizodě a hraje novou "hlavní" vedlejší postavu, Sebastiana Smytha, "homosexuálního člena Slavíků (Warblers) z Daltonovy akademie, který svůj zrak namíří na Blaina". Gustin roli vyhrál po "vyčerpávajícím, týdny dlouhém castingovém hledání" a postava je referována jako "promiskuitní" a "intrikánská". Gustinův první den na natáčení Glee bylo 26. září 2011. Hrál roli Baby Johna v broadwayském revivalu muzikálu West Side Story od premiéry, která proběhla 30. září 2010 a z muzikálu odešel dne 23. září 2011, aby se mohl zúčastnit svého prvního dne natáčení Glee.
Ačkoliv se v této epizodě také vrací sbor z Daltonovy akademie, Slavíci (Warblers), nezpívá s nimi sbor Tufts Beelzebubs, který zpíval ve druhé sérii doprovodné zpěvy. Podle Curta Megy, který zpívá v této epizodě sólo v písničce zpívanou Slavíky, doprovodné zpěvy zpívali "Jon Hall, Brock Baker a Luke Edgemon a někteří další", s tím, že tři jmenovaní muži hráli členy Slavíků v druhé sérii. Někteří z herců, kteří hráli Slavíky ve druhé sérii, včetně Halla a Megy, se vrátili i do třetí série. Po natáčení Slavíků, které se uskutečnilo 3. října 2011, tak Dominic Barnes, který hrál v druhé sérii roli Trenta, vzkázal Gustinovi přes sociální síť Twitter: "velmi působivé pohyby dnes, pane", na což Gustin odpověděl, "Děkuji brácho! Zábavné věci!"
V epizodě se také objevuje další "hlavní vedlejší role": Eric Bruskotter se připojuje k obsazení jako Cooter Menkins, "fotbalový náborář, který přijde na McKinleyovu střední hledat nové fotbalové talenty, ale zjistí, že nemůže odtrhnout oči od jejich sice drsné trenérky, ale s velkým srdcem". Mezi další hostující vedlejší postavy, které se v epizodě objevily, patří fotbalová trenérka Shannon Beiste (Dot Jones), objekt zaměření Cooterových očí, dále bývalý král plesu Dave Karofsky (Max Adler), výměnný student a nový člen sboru Rory Flanagan (Damian McGinty) a Mikovi rodiče Julia Chang a Mike Chang starší (Tamlyn Tomita a Keong Sim).
Tato epizoda obsahuje šest cover verzí, z toho pět je z muzikálu West Side Story, jevištním muzikálu, který se v této epizodě zkouší a má i premiéru. Písně "A Boy Like That" a "I Have a Love" zpívají Naya Rivera (Santana) a Lea Michele (Rachel) jako Anita a Maria. "Tonight" a "One Hand, One Heart" zpívají Lea Michele (Rachel) a Darren Criss jako Maria a Tony. Poslední písní z West Side Story je skladba "America", kde zpívá sólo Naya Rivera jako Anita. Šestý cover, skladba "Uptown Girl", zpívá sbor na Daltonově akademii, Slavíci, a hlavní vokály zpívá Curt Mega.

## Ohlasy

### Sledovanost
Tato epizoda se poprvé vysílala ve Spojených státech dne 8. listopadu 2011 na televizní stanici Fox. Získala 3,1/8 Nielsenova ratingu/podílu na trhu ve věkovém rozpětí od osmnácti do čtyřiceti devíti let a v původním vysílání získala sledovanost 6,91 milionů amerických diváků, nejmenší sledovanost nové epizody tohoto seriálu během celé třetí sétie. Zatímco sledovanost seriálu klesla o 7% ze 7,47 milionů diváků, kteří sledovali předchozí epizodu, Hrnec zlata, která se vysílala 1. listopadu 2011, tak rating a odíl ve věkovém okruhu 18-49 let se z 3,0/8 nepatrně zvýšil na 3,1/10 v této epizodě.
Sledovanost této epizody také klesla v dalších zemích a ve Spojeném království a Austrálii se stala taktéž nejméně sledovanou epizodou celé série. Ve Spojeném království ji na kanálu Sky1 sledovalo celkem 973 000 diváků, o sedm procent méně v porovnání z předchozí epizodou Hrnec zlata, kterou zde v původním vysílání sledovalo 1,05 milionů diváků. V Austrálii epizodu sledovalo 660 000 diváků, z čehož se Glee stalo čtrnáctým nejsledovanějším pořadem večera. Sledovanost klesla téměř o 9%, protože předchozí epizodu Hrnec zlata zde sledovalo 724 000 diváků. Nicméně v Kanadě sledovanost mírně vzrostla a epizodu v původním vysílání sledovalo 1,66 milionů diváků, což ji učinilo patnáctým nejsledovanějším pořadem týdne a sledovanost se zvýšila o 2% v porovnání z předchozí epizodou Hrnec zlata, kterou v Kanadě sledovalo 1,62 milionů diváků a vysílala se o týden dříve.

### Ohlasy před vysíláním
Stejně jako předtím u epizody Asijská pětka, tak i u této byly kopie této epizody poslány několika kritikům ještě před vysíláním epizody. Michael Ausiello z TVLine ji nazval "hvězdnou" a "výbornou epizodou" a Tim Stack z Entertainment Weekly napsal, že to byla "jedna z nejlepších epizod Glee" a "výjimečná epizoda". Hlavním tématem obou článků bylo sexuální téma epizody a měli prominentní zmínku, že oba páry "budou mít svůj první sex".
Před vysíláním, Colfer očekával, že sexuální témata v epizodě a obsah dokážou kontroverzi mezi televizními cenzory. Řekl, "Úplně jsem čekal, že o nich uslyším, ale myslím si, že je to udělané velmi sladce a velmi emocionálně. Oni očekávají to velké, vzrušující, sugestivní, zápletku vymývající mozek, zatímco, opravdu, je to velice sladké". Před vysíláním epizody, konzervativní Rada rodičů televize (Parents Television Council) nazvala seriál "hanebným" a vysílání Foxu bezohledné za "oslavování sexu teenagerů".